# Resolutie 522 Veiligheidsraad Verenigde Naties
Resolutie 522 van de Veiligheidsraad van de Verenigde Naties werd op 4 oktober 1982 unaniem aangenomen.

## Achtergrond
Tussen 1980 en 1988 waren Irak en Iran in een bloedige oorlog verwikkeld. Toen Iran begin 1982 de bovenhand haalde, besloot het Irak — dat de oorlog was begonnen — binnen te vallen om er enkele heilige steden te veroveren. In Irak stuitten ze echter op hevig verzet van een ingegraven vijand en het offensief mislukte. Het gehavende Irak wilde terug vrede sluiten, maar Iran weigerde dat.

## Inhoud
De Veiligheidsraad:
- Heeft de situatie tussen Iran en Irak opnieuw in overweging genomen.
- Is erg bezorgd over de verlenging van het conflict met veel doden tot gevolg.
- Bevestigt opnieuw dat de vrede in de regio enkel hersteld kan worden als alle lidstaten hun verplichtingen in het Handvest van de Verenigde Naties strikt naleven.
- Herinnert aan resolutie 479.
- Herinnert verder aan resolutie 514.
- Neemt nota van het rapport van secretaris-generaal Javier Pérez de Cuéllar.

1. Roept nogmaals dringend op tot een staakt-het-vuren en een einde aan alle militaire operaties.
2. Bevestigt nogmaals zijn oproep tot de terugtrekking tot de internationaal erkende grenzen.
3. Verwelkomt het feit dat een van de partijen wil meewerken aan de uitvoering van resolutie 514 en roept de andere op hetzelfde te doen.
4. Bevestigt de noodzaak om direct VN-waarnemers te sturen om toe te zien op het staakt-het-vuren.
5. Bevestigt opnieuw dat de bemiddelingspogingen dringend moeten worden voortgezet.
6. Herbevestigt zijn verzoek aan alle andere landen om niets te doen dat kan bijdragen aan een voortzetting van het conflict.
7. Vraagt de secretaris-generaal verder binnen de 72 uren te rapporteren over de uitvoering van deze resolutie.

## Verwante resoluties
- Resolutie 479 Veiligheidsraad Verenigde Naties
- Resolutie 514 Veiligheidsraad Verenigde Naties
- Resolutie 540 Veiligheidsraad Verenigde Naties
- Resolutie 552 Veiligheidsraad Verenigde Naties

Lijst ·  500 ·  501 ·  502 ·  503 ·  504 ·  505 ·  506 ·  507 ·  508 ·  509 ·  510 ·  511 ·  512 ·  513 ·  514 ·  515 ·  516 ·  517 ·  518 ·  519 ·  520 ·  521 ·  522 ·  523 ·  524 ·  525 ·  526 ·  527 ·  528